# Giuseppe Sirtori (destroyer)
Pour les articles homonymes, voir Giuseppe Sirtori.
Le Giuseppe Sirtori (fanion « SR ») était un destroyer (puis, plus tard, un torpilleur) italien, navire de tête de la classe Giuseppe Sirtori, lancé en 1916 pour la Marine royale italienne (en italien : Regia Marina).

## Description
Ces navires avaient une longueur totale de 73,5 mètres, une largeur de 7,3 mètres et un tirant d'eau de 2,9 mètres. Ils déplaçaient 845 tonnes à charge normale, et 865 tonnes à pleine charge. Leur effectif était de 78 officiers, sous-officiers et marins.
Les Giuseppe Sirtori étaient propulsés par deux turbines à vapeur Tosi, chacune entraînant un arbre d'hélice et utilisant la vapeur fournie par quatre chaudières Thornycroft. La puissance nominale des turbines était de 16 000 chevaux-vapeur (11 700 kW) pour une vitesse de 30 nœuds (55 km/h) en service. Ils avaient une autonomie de 2 100 milles nautiques (3 890 km) à une vitesse de 14 nœuds (26 km/h). Ils transportaient 160 tonnes de naphte.
Leur batterie principale en 1920 était composée de 5 canons Schneider Modèle 1917 de 102/45 mm. La défense antiaérienne (AA) des navires de la classe Giuseppe Sirtori était assurée par 2 canons simple Vickers-Terni de 40/39 mm. Ils étaient équipés de 4 tubes lance-torpilles de 450 millimètres dans deux supports doubles au milieu du navire.

## Construction et mise en service
Le Giuseppe Sirtori est construit par le chantier naval Cantiere navale di Sestri Ponente à Sestri Ponente en Italie, et mis sur cale le 2 février 1916. Il est lancé le 24 novembre 1916 et est achevé et mis en service le 22 décembre 1916. Il est commissionné le même jour dans la Regia Marina.

## Histoire de service

### La première guerre mondiale

#### 1916-1917
Construit entre février 1916 et décembre 1916, le Sirtori est le premier d'une classe de quatre unités.
Dans la nuit du 13 au 14 août 1917, le navire quitte Venise avec les autres unités de son escadron (les navires-jumeaux (sister ships) Vincenzo Giordano Orsini, Francesco Stocco, Giovanni Acerbi) et six autres destroyers (Animoso, Ardente, Audace et Giuseppe Cesare Abba, qui forment un escadron, ainsi que le Carabiniere et Pontiere, qui forment une section) pour affronter un groupe de navires ennemis, à savoir les destroyers SMS Streiter, SMS Réka, SMS Velebit, SMS Scharfschütze et SMS Dinara et 6 torpilleurs, qui ont soutenu un raid aérien contre la place forte vénitienne (lors de l'attaque, menée par 32 avions, l'hôpital de San Giovanni e Paolo a été touché et il y a eu 14 morts et environ 30 blessés). Seul le Orsini réussit à avoir un contact bref et fugace avec les navires autrichiens, qu'il doit interrompre car il risquait d'être envoyé contre les champs de mines ennemis: perdue de vue, la formation austro-hongroise peut s'éloigner sans problème.

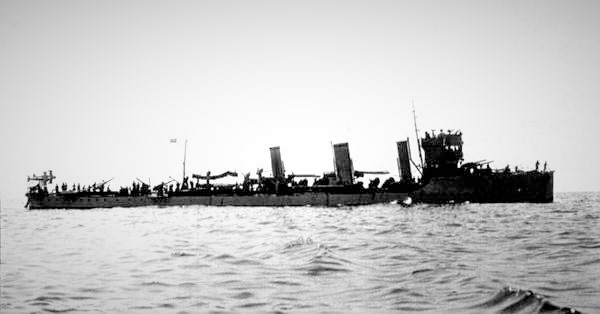
Photo officielle du navire

Le 28 novembre, les Sirtori, Stocco, Acerbi, Orsini, Animoso, Ardente, Ardito, Abba et Audace, ainsi que les croiseurs éclaireurs Aquila et Sparviero, quittent Venise et, avec quelques hydravions de reconnaissance, partent à la recherche d'une formation austro-hongroise qui a attaqué les côtes italiennes. Les destroyers SMS Triglav, SMS Reka et SMS Dinara et les torpilleurs TB 78, 79, 86 et 90 ont en effet endommagé un train et les lignes ferroviaires et télégraphiques à l'embouchure du Metauro, tandis qu'un deuxième groupe, composé des destroyers SMS Dikla, SMS Streiter et SMS Huszár et de quatre torpilleurs, a attaqué sans succès d'abord Porto Corsini et ensuite Rimini. Les deux formations se sont alors réunies, entamant leur voyage de retour et subissant quelques attaques d'hydravions. Les navires italiens doivent abandonner la poursuite lorsqu'ils arrivent en vue des navires ennemis près du cap Kamenjak, trop près de Pula, la principale base navale austro-hongroise.

#### 1918
Le 10 février 1918, le navire est envoyé à Porto Levante avec le croiseur éclaireur Aquila et les destroyers Stocco, Acerbi, Ardente et Ardito (la formation est sous le commandement du capitaine de frégate (capitano di fregata) Pietro Lodolo et, selon certaines sources, comprend également la vedette-torpilleur MAS 18 (MAS pour Motoscafo Armato Silurante) pour fournir un soutien éventuel au raid de la Flottiglia MAS (Flottille MAS) qui sera plus tard connu sous le nom de Camouflet de Bakar  (en italien: Beffa di Buccari). Les navires, amarrés à Porto Levante, se tiennent prêts à intervenir sur ordre du commandant en chef vénitien (selon d'autres sources, ils croisent pour se protéger), mais leur intervention n'était pas nécessaire.
Dans la nuit du 13 au 14 mai de la même année, le Sirtori, le Stocco, le Acerbi, le Orsini et le Animoso, ainsi que les torpilleurs côtiers 9 PN et 10 PN et les MAS 95 et 96, soutiennent la tentative d'attaque infructueuse du barque à moteur équipée de torpilles "Grillo" contre la base de Pula,. L'opération, sous le commandement du capitaine de frégate (capitano di fregata) Costanzo Ciano, a déjà été tentée mais avortée dans les nuits du 8 au 9 avril, du 12 au 13 avril, du 6 au 7 mai, du 9 au 10 mai et du 11 au 12 mai. Les navires quittent Venise à 17h30 le 13 mai. Le MAS remorque la barque "Grillo", dont le remorquage, étant arrivé au point prévu, est laissé à 2h18,. L'attaque du "Grillo" a lieu entre 3h16 et 3h18, sans aucun résultat et conduit à la destruction du bateau. Le MAS, éclairé par des projecteurs à 3h35 puis à 3h40, s'éloigne et rejoint les destroyers en appui à 5h00 du matin, en revenant au port.
Dans la nuit du 1er au 2 juillet 1918, les destroyers Sirtori, Stocco, Acerbi, Orsini, Giuseppe Missori, Giuseppe La Masa et Audace fournissent un appui à distance à une formation de sept torpilleurs (l'escadron composé des torpilleurs côtiers 64 PN, 65 PN, 66 PN, 40 PN et 48 OS, plus, en appui, les torpilleurs de haute mer Climene et Procione) qui bombardent les lignes austro-hongroises entre Cortellazzo et Caorle (en se déplaçant à faible vitesse entre les deux endroits) et simulent ensuite un débarquement (les torpilleurs 15 OS, 18 OS et 3 PN et quelques pontons de débarquement factices remorqués sont utilisés à cet effet) pour distraire les troupes ennemies et favoriser l'avance italienne. Le groupe de destroyers se heurte également aux destroyers austro-hongrois SMS Csikós et SMS Balaton et à deux torpilleurs (TB 83F et TB 88F), en mer en appui d'une attaque aérienne sur Venise,: les unités ennemies, parties de Pula en fin de soirée du 1er juillet, ont été attaquées sans succès avec une torpille d'un MAS (lancé contre le SMS Balaton, dont la chaudière était en panne) aux premières lueurs de l'aube du 2 juillet. Les destroyers italiens arrivent en vue des autrichiens à 3h10 du matin et ouvrent le feu, provoquant la réaction immédiate de l'artillerie des unités austro-hongroises: un bref échange de coups de feu s'ensuit, au cours duquel les navires ennemis, notamment le SMS Balaton, subissent quelques dommages. Du côté italien, le Stocco est endommagé, avec quelques morts et blessés parmi l'équipage et un incendie à bord qui l'oblige à s'arrêter, privant la formation italienne également du Acerbi, qui s'arrête à son tour pour aider son navire-jumeau.

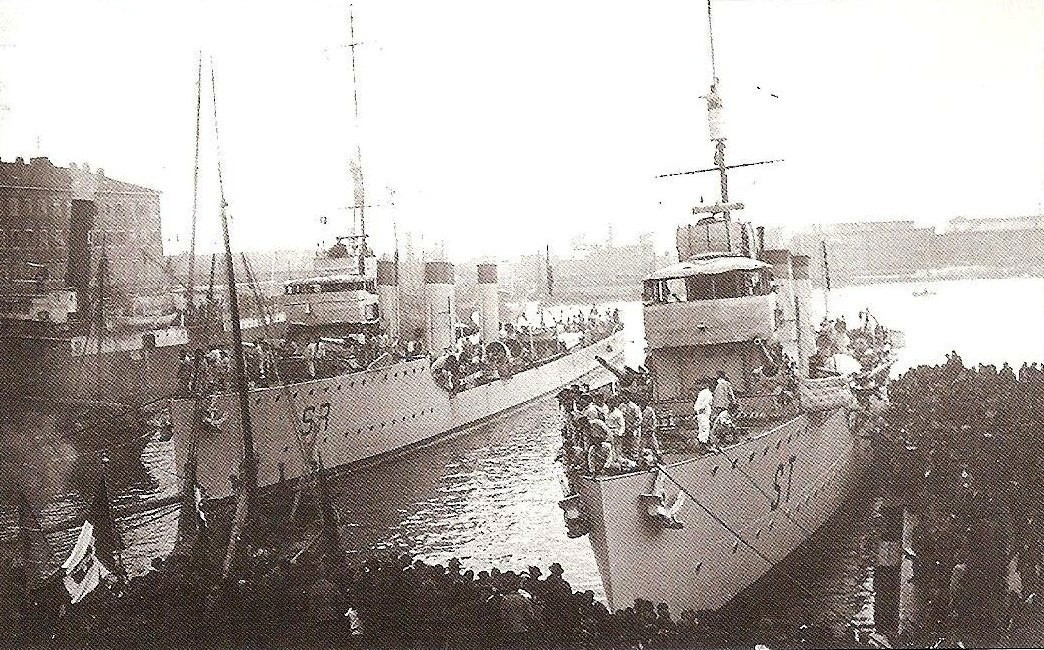
L'arrivée de Sirtori (à gauche) et de Stocco à Rijeka, le 4 novembre 1918.

Le SMS Balaton, touché par plusieurs obus sur le pont avant, se déplace vers une position plus avancée, tandis que le Missori, le Audace et le La Masa se heurtent au SMS Csikós et aux deux torpilleurs: les deux formations lancent leurs torpilles sans résultat, tandis que le SMS Csikós est touché par un obus dans la chaufferie arrière et que les deux torpilleurs sont également touchés par un obus chacun. Après un certain temps, les unités italiennes se détournent et poursuivent leur tâche, tandis que les unités autrichiennes se replient vers Pula,.
Le matin du 4 novembre 1918, le Sirtori, le Stocco, le Acerbi et le Orsini quittent Venise avec le vieux cuirassé Emanuele Filiberto (navire amiral du contre-amiral Rainer, qui commande l'opération), pour prendre possession de Rijeka . Pendant la navigation, le Acerbi et le Orsini sont détachés pour occuper respectivement Opatija et Lošinj, tandis que les trois autres unités arrivent à Rijeka le 4 novembre à 14h00 (ayant préféré ne pas traverser le Quarnaro de nuit, en raison du danger des champs de mines), accueillies par la population italienne,, (pour d'autres sources, les navires arrivent à Rijeka avant 11h30). La ville ayant été attribuée à la Croatie, et non à l'Italie, par le pacte de Londres, l'occupation n'a été que formelle, sans débarquement de troupes, jusqu'au 17 novembre, date à laquelle de nouveaux navires italiens sont arrivés avec des troupes à bord. Dans les jours qui suivent son arrivée à Rijeka, le Sirtori, après avoir quitté la ville de Kvarner, prend également possession de Pianosa (le 8 novembre), de Volosko (à huit heures du matin le 11 novembre, après que le Acerbi ait pris contact le 4 novembre) et de Krk (le 15 novembre),.

### Les années 20 et 30
En 1920, le navire subit des modifications qui voient le remplacement des 6 canons simples Schneider-Armstrong 1914-15 de 102/35 mm par le modèle plus moderne Schneider-Armstrong 1917 de 102/45 mm,.

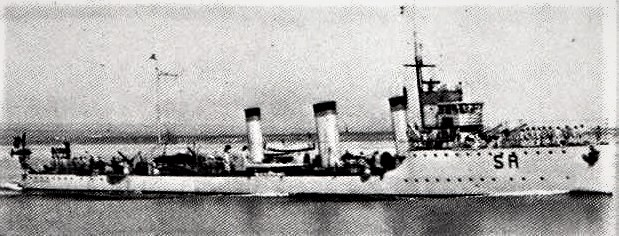
Photo du Sirtori probablement pris dans l'entre-deux-guerres.

Le 20 août 1923, pendant la crise de Corfou, le Sirtori quitte Tarente avec les destroyers Generale Achille Papa, Generale Antonio Cantore, Generale Antonio Chinotto, Generale Marcello Prestinari et Giuseppe La Masa, les cuirassés Duilio et Andrea Doria, le croiseur éclaireur Augusto Riboty, un dragueur de mines et deux navires auxiliaires. Cette force navale, qui atteint Lakki, sur l'île de Leros, est placée pour protéger le Dodécanèse d'éventuels actes d'hostilité de la part de la Grèce.
En 1929, l'unité, avec ses navires-jumeaux Sirtori et Acerbi et le Ippolito Nievo de la classe Rosolino Pilo, forme le Xe escadron de destroyers qui, avec le IXe escadron de destroyers (cinq unités) et le croiseur éclaireur Aquila, forme la 5e flottille de la division spéciale, qui comprend également le croiseur éclaireur Brindisi.
Le 1er octobre 1929, le Sirtori, comme toutes les unités similaires, est déclassé en torpilleur.
Au début des années 1930, le capitaine de frégate (capitano di fregata) Ignazio Castrogiovanni et le lieutenant de vaisseau (tenente di vascello) Francesco Dell'Anno, futurs médaillés d'or de la valeur militaire, sont respectivement commandant et commandant en second du navire. Pendant cette période, le navire sert à Tarente comme navire-école, dans le Gruppo Navi Scuola Meccanici.

### La deuxième guerre mondiale

#### 1940-1941
Lors de l'entrée de l'Italie dans la Seconde Guerre mondiale, le 10 juin 1940, le Sirtori appartient au VIe escadron de torpilleurs basé à Tarente, qui s'est formé avec les vieux torpilleurs Stocco, Rosolino Pilo et Giuseppe Missori. Le navire est employé dans des missions d'escorte et des patrouilles anti-sous-marines. Plus tard, l'unité est déployée à Tripoli et utilisée pour des missions d'escorte de convois, de lutte anti-sous-marine et de sauvetage de naufragés.

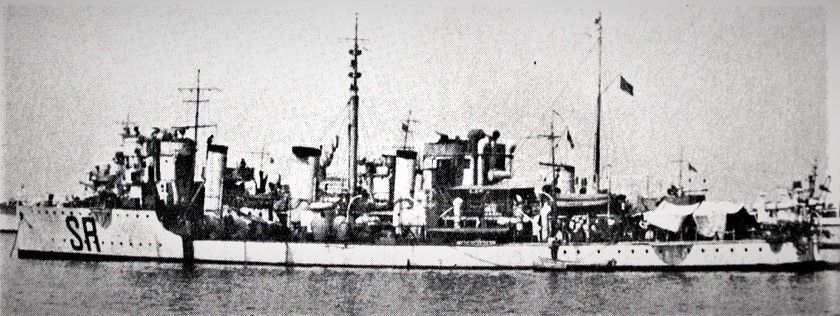
Une autre photo du torpilleur.

Le 29 juillet 1941, le Sirtori rejoint l'escorte du convoi "Ernesto", composé des vapeurs Nita, Nirvo, Ernesto, Castelverde et Aquitania et de la canonnière Palmaiola. Ce convoi quitte Tripoli pour Naples le 27 juillet, à sept heures du matin, avec l'escorte directe des destroyers Folgore, Saetta, Fuciliere ed Alpino (auxquels, le 28, à 18h15, le Fulmine est également ajouté) et la protection à distance des croiseurs légers Giuseppe Garibaldi et Raimondo Montecuccoli et des destroyers Granatiere et Bersagliere. Le 28 juillet, à 19h55, le Garibaldi est torpillé et gravement endommagé, à la position géographique de 38° 04′ N, 11° 57′ E, par le sous-marin britannique HMS Upholder (P37), par conséquent, à 20h20, le Fuciliere et le Alpino sont également détachés de l'escorte du convoi pour protéger le croiseur sinistré, qui est arrivé à Palerme à 6h30 le 29. Le Sirtori est donc envoyé en renfort de l'escorte du convoi, qui est réduite au Folgore et au Saetta. Malgré une attaque, à 15h53 du même 29 juillet, du sous-marin hollandais Hr.Ms. O 21, qui lance une torpille à la position géographique de 39° 51′ N, 13° 46′ E, sans atteindre la cible (la torpille n'est même pas remarquée par les navires d'escorte), les navires arrivent à Naples le 30, à 3h10,.
Le 17 août 1941, à 00h30, le Sirtori quitte Naples, avec les destroyers Freccia, Dardo et Euro et les torpilleurs Procione e Pegaso, pour escorter vers Tripoli un convoi formé par les navires marchands Maddalena Odero, Nicolò Odero, Caffaro, Giulia, Marin Sanudo et Minatitlan. Entre 20h45 et 21h00 du même jour, le sous-marin néerlandais Hr.Ms. O 23, au nord de la Sicile et à 17 milles nautiques (32 km) au sud de Lampione, torpille le Maddalena Odero, qui se dirige vers Lampedusa, remorqué par le Pegaso et escorté par le Sirtori,. Le 18 au matin, à 7 heures, le Maddalena Odero s'échoue à Cala Croce (Lampedusa), mais à 13h30 du même jour, le navire est attaqué par cinq bombardiers Bristol Blenheim du 105e escadron de la Royal Air Force (RAF). Incendié, le vapeur, chargé de munitions, explose,, heurtant et coulant également la canonnière Maggiore Macchi de la Guardia di Finanza, qui lui portait assistance. Les autres unités arrivent à Tripoli le 19, à 17h30,.
Le 5 décembre, les vapeurs Vertuno et Tigrai, dont le torpilleur est l'escorte, sont attaqués sans succès avec trois torpilles, à la position géographique de 37° 48′ N, 16° 05′ E (dans le détroit de Messine), par le sous-marin HMS Ultimatum (P34).
Le 13 décembre 1941, le Sirtori participe, avec le torpilleur Cigno et quatre vedettes-torpilleurs MAS (Motoscafo armato silurante), aux opérations de récupération des 645 survivants des deux croiseurs légers Alberico da Barbiano et Alberto di Giussano, coulés par des destroyers britanniques au large du Cap Bon lors d'un transport d'essence (Bataille du cap Bon.

#### 1942
Le 5 mars 1942, le Sirtori, avec le destroyer Sebenico et le torpilleur San Martino, escorte de Corfou à Patras les navires à vapeur Goggiam et Leonardo Palomba.

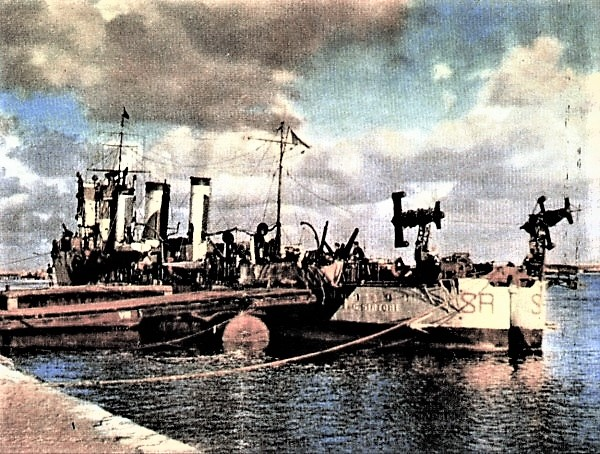
Le torpilleur avec un schéma de couleurs de camouflage, sur une photo couleur.

Au cours de 1942, le Sirtori subit des travaux de modernisation qui voient l'élimination de deux pièces de 102/45 mm et l'embarquement de deux lanceurs de grenades sous-marines.
Le 3 septembre 1942, le torpilleur remorque le navire à moteur moderne Monti, qui a été victime d'une attaque aérienne la veille sur la route Messine-Crotone (3 milles nautiques (5,5 km) à 090° de Roccella Ionica), et l'échoue près de Fiumara Condoiani (Sant'Ilario dello Ionio), ce qui permet de le secourir,.
Le 17 octobre 1942, à 4h10 du matin, le navire quitte Naples avec les destroyers Maestrale et Grecale et le torpilleur Giuseppe Dezza, pour escorter le pétrolier Panuco à Tripoli. Le lendemain, le sous-marin britannique HMS Una (N87) attaque sans succès le pétrolier au nord de Catane avec des torpilles, tandis que plus tard il y a également une attaque aérienne, et le convoi se dirige vers Tarente, y arrivant à 2 heures du matin le 20 octobre.
Les 13 et 14 novembre de la même année, le vapeur Savigliano, que le Sirtori escorte vers la Tunisie, est le premier navire à être attaqué sur ces routes, sur lesquelles le trafic venait de commencer en raison de la chute de la Libye. Au cours de ces deux jours, le navire marchand est attaqué deux fois par des sous-marins, sans en sortir indemne dans les deux cas.
À 10h40 le 16 décembre 1942, l'unité quitte Bizerte avec le torpilleur moderne Groppo, pour escorter les navires à vapeur Campania et Rhea vers Naples. À 17h30 le même jour, le sous-marin britannique HMS United (P44) attaque le convoi à environ quarante milles nautiques (74 km) au nord du cap Bon, mais aucun navire n'est touché et le convoi atteint Naples sain et sauf à 20h30 le 17.

#### 1943
En 1943, le navire est affecté au IIIe groupe de torpilleurs du département maritime militaire "Ionienne et Basse Adriatique", avec les navires similaires Giuseppe Missori, Francesco Stocco, Giuseppe Cesare Abba, Enrico Cosenz et Giuseppe Dezza.
Le 27 juin 1943, le Sirtori escorte de Patras à Brindisi, avec son navire-jumeau Stocco et le petit croiseur auxiliaire Rovigno, les navires à vapeur Milano, Quirinale et Campidoglio, tandis que trois jours plus tard, le Sirtori et le Rovigno escortent les vapeurs Ezilda Croce et Giorgio Brunner de Bari à Patras, via Corfou. Le 13 juillet, le torpilleur escorte le vapeur Cesco de Bari à Vlora.
Le 13 septembre, après la proclamation de l'armistice du 8 septembre 1943 (Armistice de Cassibile), le Sirtori et son navire-jumeau Stocco sont envoyés à Corfou pour soutenir la garnison italienne de l'île dans sa défense contre les attaques allemandes (en particulier, l'île et la ville sont continuellement soumises aux raids de la Luftwaffe). Le lendemain, cependant, des bombardiers allemands Junkers Ju 87 "Stuka" frappent le Sirtori qui, fortement endommagé, s'échoue sur la plage de Potamos (Corfou),,.
Le 25 septembre 1943, lors de la chute de l'île, l'équipage du torpilleur a miné et fait exploser son navire, pour éviter d'être capturé par les forces allemandes,,,.

## Sources
- (it) Cet article est partiellement ou en totalité issu de l’article de Wikipédia en italien intitulé « Giuseppe Sirtori (cacciatorpediniere) » (voir la liste des auteurs).